# Tunnel di Brooklyn-Battery

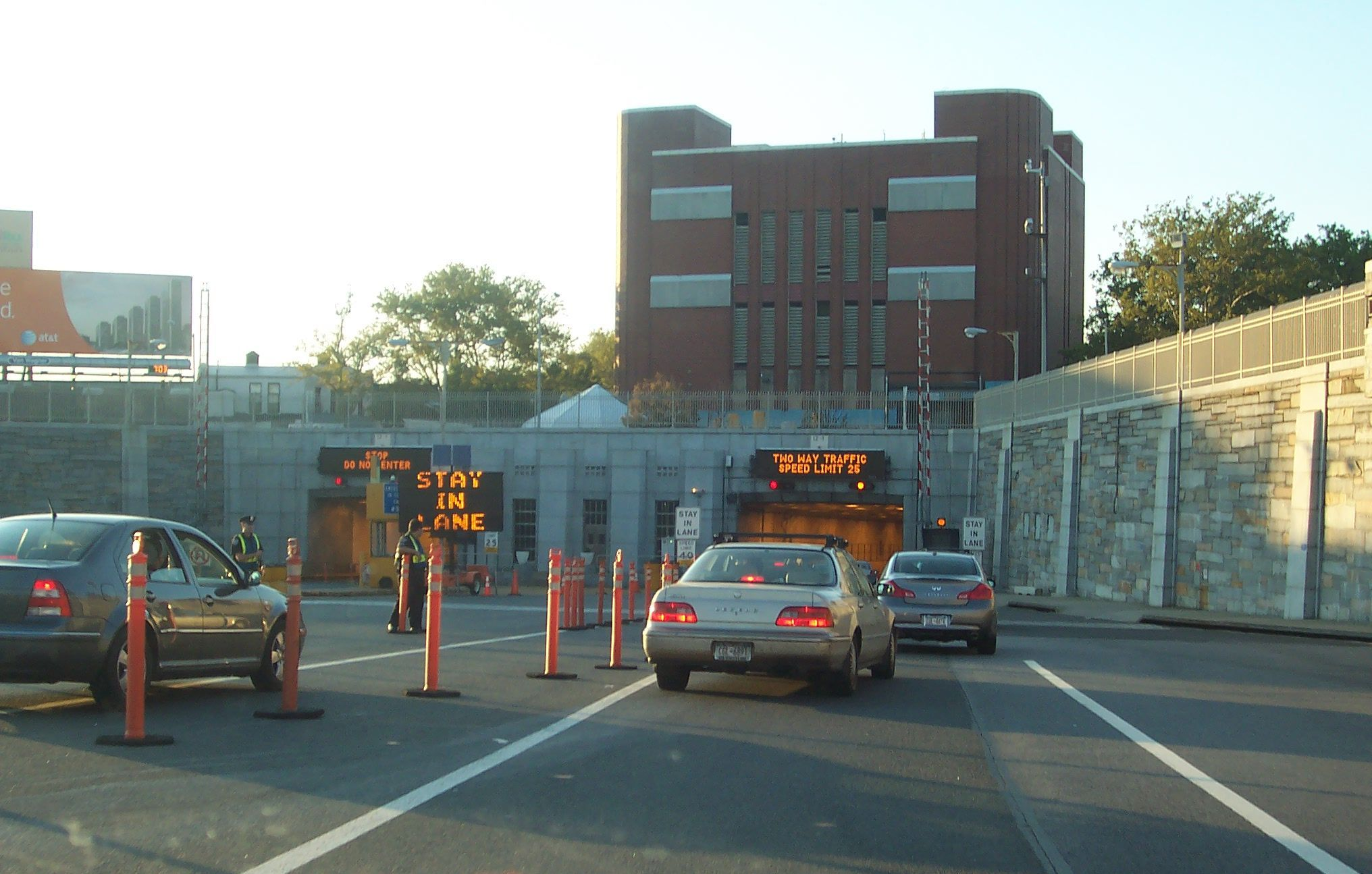
Imbocco del tunnel da Brooklyn

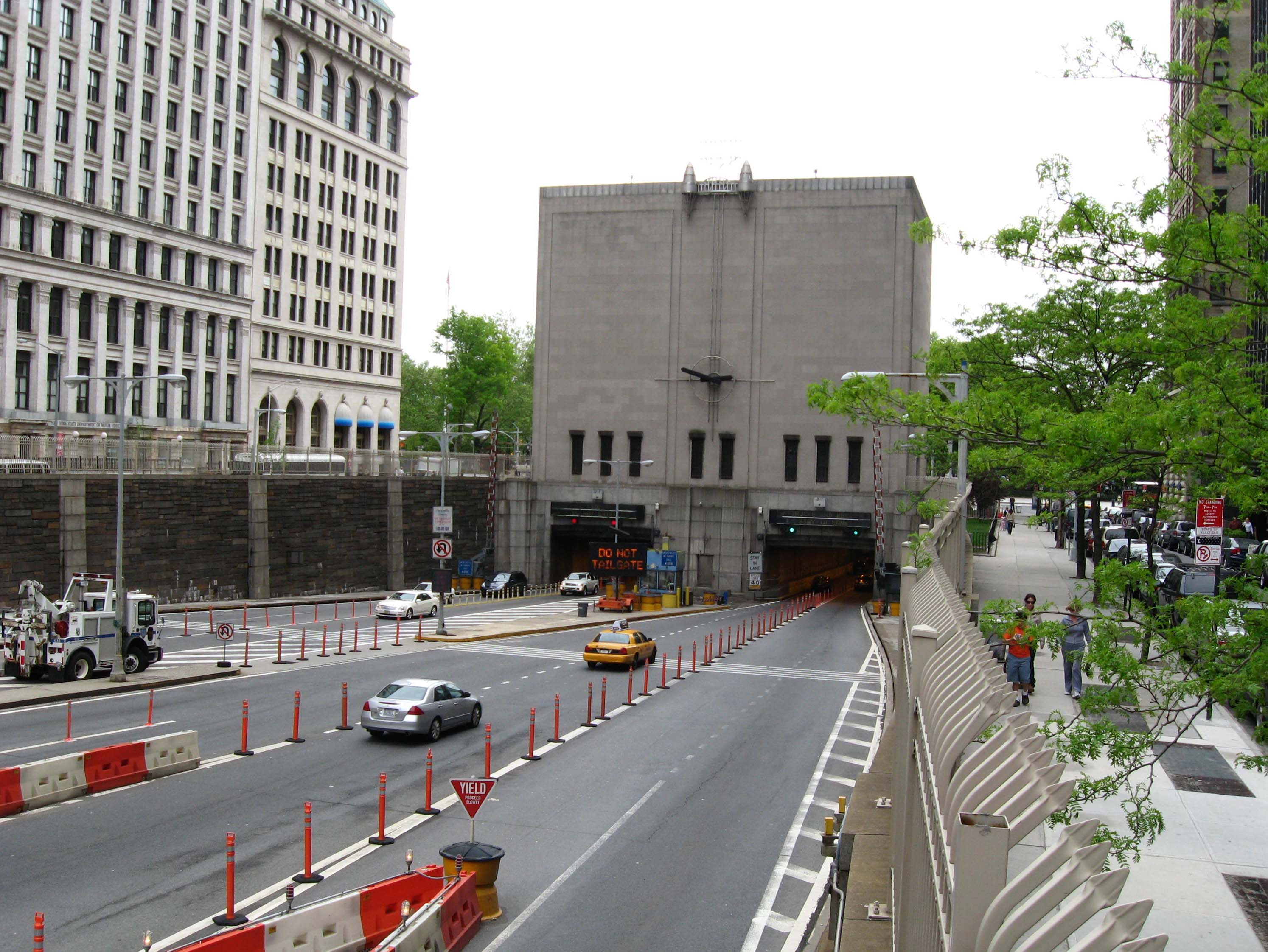
Imbocco del tunnel da Manhattan

Il tunnel di Brooklyn–Battery, ufficialmente conosciuto come Hugh L. Carey Tunnel (Tunnel Hugh L. Carey) , è un tunnel a pagamento della città di New York negli Stati Uniti che collega il quartiere di Brooklyn Red Hook con Battery Park a Manhattan.

## Descrizione
Il tunnel è composto da due tubi gemelli, uno per corsia sotto la bocca dell'East River. Sebbene non si scosti tanto dall'isola Governors Island (isola dei Governatori), il tunnel non fornisce accesso veicolare all'isola.
Con una lunghezza di 2779 metri è il più lungo tunnel stradale continuo del Nord America.
I piani per costruire il tunnel sono databili anni '20 del secolo scorso, e piani ufficiali furono studiati nel 1930 ma solo nel 1936 la neonata autorità New York City Tunnel Authority fu incaricata di costruire il tunnel
Nonostante le proposte che un tunnel avrebbe blocato l'accesso navale al Brooklyn Navy Yard. la costruzione cominciò il 28 ottobre 1940, ma a causa della seconda guerra mondiale il suo completamento avvenne solo il 25 maggio 1950.